# Востриков, Сергей Васильевич
Сергей Васильевич Востриков (род. 10 июня 1953) — советский и российский ученый; историк; специалист в области конфликтов. Профессор Смоленского государственного университета (СмолГУ); Доктор исторических наук (1997). Участник Всероссийского общественно-политического движения «Духовное наследие». Имя Вострикова внесено во всероссийскую «Энциклопедию конфликтов» (2005)

## Биография
Родился 10 июня 1953 года в городе Арсеньев Приморского края. В 1976 году окончил Военный институт Министерства Обороны в городе Москва. По роду служебной деятельности работал во всех республиках бывшего Союза, а также в ряде зарубежных государств Ближнего, Среднего, Дальнего Востока. Участвовал в военных действиях в Афганистане. Уволился в запас в звании полковника.
В 1994 году в звании кандидата исторических наук являлся преподавателем в академии ПВО СВ РФ. В 1997 году в Институте востоковедения РАН защитил докторскую диссертацию по теме: «Конфликты в ближнем зарубежье и стабильность в Азии (начало — середина 90-х гг.)». В 1999 году был заместителем начальника кафедры Военной Академии ПВО СВ РФ. В 2000 год становится профессором кафедры истории и права Смоленского государственного университета
Научные интересы С.Вострикова связаны с политологией, международными отношениями, ориенталистикой, конфликтологией, геополитикой, государственным управлением, этнополитикой, глобалистикой. Сергей Востриков является автором более 150 научных публикаций, включая 11 монографий.

## Деятельность
«Словарь конфликтолога» так характеризует деятельность Вострикова
Предложил авторское видение конфликтов ближнего зарубежья как объективного динамического процесса, претерпевающего непрерывную трансформацию, с которой России придется иметь дело не только в обозримом будущем, но и в долговременной перспективе. Провел всесторонний анализ содержания и специфики национальных интересов России в Центральной Азии и Закавказья. Выявил особенности этнополитических процессов как ближнего, так и дальнего азиатского зарубежья, их взаимопереплетение и влияние на региональную и общеконтинентальную стабильность. Определил типы современных этнополитических угроз международной безопасности, факторы провоцирования милитаристских процессов. Раскрыл источники обострения внешних угроз безопасности России на азиатском направлении, а также меры политической, дипломатической, информационной, экономической, военной и административной их нейтрализации. Обосновал направления политики РФ по управлению кризисными процессами в ближнем зарубежье в целях реализации национальных интересов России и обеспечения ее безопасности.

## Некоторые статьи
- 1994 — Ливанский узел: международный аспект
- 1997 — Кризисы в постсоветском пространстве Азии и безопасность России
- 1997 — Конфликты в «ближнем зарубежье» и стабильность в Азии
- 1998 — Карабахский узел как конфликтогенный фактор Закавказья
- 1999 — Балканский узел: Истоки и уроки
- 1999 — Урегулирование конфликтов в ближнем зарубежье (К разработке стратегии России).
- 1999 — Карабахский кризис и политика России на Кавказе
- 2001 — Россия в мире грядущего: прогнозы и перспективы
- 2002 — Трансформация местного самоуправления в дооктябрьской России
- 2004 — Смутное сознание" как проявление русского катастрофизма
- 2004 — Штрихи к нашему социопсихополитическому" автопортрету"
- 2005 — Дьявольская кухня нацизма
- 2007 — Властедержатели России
- 2013 — Парадоксы национального восприятия в условиях приграничья: исторические особенности развития этноэволюционных процессов
- 2016 — Суверенитет России и проблемы его сохранения в меняющемся мире: монография
- 2016 — Россия в трансформирующейся системе международных отношений ((в соавторстве с В. В. Зайцевым)
- 2016 — Ближневосточные трансформации в контексте глобализации (опыт системно-интегративного анализа)
- 2017 — Как Российская империя шла к 1917 году: (к 100-летию Великой Русской революции)
- 2018 — Россия на фоне миграционных трансформаций (в соавторстве с П.В Летуновским)